# Флорштадт
Флорштадт (нім. Florstadt) — місто в Німеччині, знаходиться в землі Гессен. Підпорядковується адміністративному округу Дармштадт. Входить до складу району Веттерау.
Площа — 39,60 км2. Населення становить 8803 ос. (станом на 31 грудня 2020).